# Caroline Ford
Caroline Mary Ford (Chorleywood, Hertfordshire; 13 de mayo de 1988)  es una actriz inglesa. Es conocida por sus papeles de Sam en la serie de Netflix Free Rein (2017), Sophie Longerbane en la serie de Amazon Prime Carnival Row (2019-2023) y a Sarah Fisher en la serie animada de Netflix Captain Laserhawk: A Blood Dragon Remix (2023).

## Biografía
Ford asistió a clases en la Carol Kristian Theatre School. Posteriormente obtuvo un máster escocés en Historia del Arte por la Universidad de St Andrews. Ford también se dedicó al modelaje y fichó por la agencia Stolen de Edimburgo.

## Carrera
En 2010, Ford debutó profesionalmente en televisión en la serie médica de la BBC Casualty. Al año siguiente, apareció en varios cortometrajes, como Fair Belles, de Nick Rowland, y The Crypt, de Eitan Arrusi. Sus otros créditos incluyen algunas películas independientes, como Lake Placid: The Final Chapter, de Don Michael Paul, Still, de Simon Blake, y como Maxine en The Callback Queen (2013). En 2014, fue elegida para el papel de Peshet en la serie de aventuras de Fox Hieroglyph. Sin embargo, la serie fue cancelada antes de su emisión. Ese mismo año, Ford hizo una aparición como invitada en la segunda serie de Sleepy Hollows como Lilith, antes de ser elegida como Spindle en el cortometraje de 2015 de Travis Beacham The Curiosity.
A continuación, Ford apareció en la película de 2015 Anti-Social como Rochelle, junto a Meghan Markle. En 2017, Ford interpretó a Sam en la primera serie de la serie infantil de Netflix Free Rein, antes de conseguir el papel de Sophie Longerbane en la serie de Prime Carnival Row. La segunda y última temporada se estrenó en 2023. y en el 2023, Ford interpretó a Sarah Fisher en la serie animada para adultos Captain Laserhawk: A Blood Dragon Remix. Basado en el personaje del mismo nombre de la franquicia Splinter Cell.

## Vida privada
Ford se casó con Freddy Carter el 3 de diciembre de 2022, tras conocerse en el rodaje de Free Rein y mantener una relación desde 2018.